# Baoh
Baoh (バオー来訪者 Baō Raihōsha?, lit. Baoh: el visitante) es un manga de Hirohiko Araki, publicado en la revista Shōnen Jump entre el año 1984 y 1985 y compilado en dos volúmenes. En 1989 fue adaptado en una OVA de 48 minutos.

## Argumento
Sumire, una niña psíquica, es secuestrada por el grupo Doress para aprovechar sus poderes. Mientras es trasportada en tren a las instalaciones Sumire escapa, y en la persecución libera a Ikurō, un joven que era utilizado para experimentar con Baoh, un parásito creado por Doress. Aunque logran escapar del tren los jóvenes son perseguidos por agentes de Doress quienes tratan de matar a Baoh, el experimento que se ha salido de su control.

## Personajes

### Personajes principales
- Ikurō Hashizawa (橋沢育朗 Hashizawa Ikurō?); seiyū: Hideyuki Hori.[4] Un joven de 17 años que fue utilizado por Doress para experimentar con Baoh, Ikurō fue secuestrado del hospital después de un accidente de tránsito que dejó críticos a él y a sus padres, a quienes dejaron morir aunque aun tenían posibilidad de salvarse. Escapa cuando estaba siendo trasportado entre complejos de Doress gracias a Sumire,
- Sumire (スミレ?); seiyū: Noriko Hidaka.[4] Una niña huérfana de 9 años que fue secuestrada por Doress para aprovechar sus poderes psíquicos, cuando era llevada al complejo de la organización escapó y ayudó a liberar a Ikurō.
- Sonny Steffen Nozzo (サニー・ステフェン・ノッツォ?). Es un extraño animal que acompaña a Sumire.

### Agentes de Doress
- Dr. Kasuminome (霞の目博士 Kasuminome-hakase?); seiyū: Ichirō Nagai.[4] El Doctor encargado del proyecto Baoh.
- Sophine (ソフィーヌ?); seiyū: Yō Inoue.[4] Es la ayudante del doctor Kasuminome en la OVA, era la encargada de cuidar a Sumire. En el manga aparece un personaje sin nombre con el mismo diseño cuidando a Sumire, pero a diferencia de Sophine en el manga es usada como chivo expiatorio luego de que los jóvenes escapan.
- Número 22 (第22の男 Dai22 no otoko?). El primer agente de Doress en intentar acabar con Ikurō, muere la primera vez que el joven se trasforma en Baoh.
- Teniente Coronel Dord (ドルド中佐 Dord Chūza?); seiyū: Shūichi Ikeda.[4] Uno de los agentes de Doress, es un cyborg especializado francotirador. Ataca a los jóvenes cuando descansan en unos edificios abandonados y secuestra a Sumire forzando a Baoh a ir a la base principal de Doress. En el manga Dord ataca más tarde, cuando los jóvenes están en casa de unos ancianos y utiliza unos murciélagos, en los edificios abandonados en cambio Baoh pelea contra un mandril alterado genéticamente y su entrenador.
- Walken (ウォーケン?); seiyū: Yūsaku Yara.[4] Un enorme guerrero psíquico, es el último de una tribu nativa americana desaparecida, tiene la habilidad de convertir lo que sea en polvo.

## Contenido de la obra

### Manga
El manga publicado en la revista Shōnen Jump entre la edición 45 del año 1984 y la edición 11 de 1985 y compilado en dos Tankōbon. En el año 2000 se reimprimió una versión Bunkoban y en el 2004 otra vez bajo el sello Shueisha Jump Remix. En español fue publicado por Planeta DeAgostini en España entre 1992 y 1993 en 8 entregas, y en el 2019 la editorial Ivrea publicó una nueva edición de 1 tomo. Fue publicado en inglés por VIZ Media y en Italia por Star Comics.
| Volumen 1 "Baoh, el cuerpo inmortal" "Muteki no nikutai Baō no maki"(無敵の肉体バオーの巻) | ISBN | Publicado                         |
| Volumen 1 "Baoh, el cuerpo inmortal" "Muteki no nikutai Baō no maki"(無敵の肉体バオーの巻) | ISBN 978-4-08-851029-3 | 15 de septiembre de 1985          |
| | |                                   |
| Contiene los capítulos: 1. Baoh, la máxima arma (最終兵器バオーの巻 Saishū heiki Baō no maki?) 2. ¡Órdenes de ejecución! (抹殺指令！の巻 Massatsu shirei! no maki?) 3. Baoh, el cuerpo inmortal (無敵の肉体バオーの巻 Muteki no nikutai Baō no maki?) 4. Martin, el monstruo malvado (凶獣マーチンの巻 Kyōjū Martin no maki?) 5. El señor Rokusuke (六助じいさんの巻 Rokusuke jiisan no maki?) | Contiene los capítulos: 1. Baoh, la máxima arma (最終兵器バオーの巻 Saishū heiki Baō no maki?) 2. ¡Órdenes de ejecución! (抹殺指令！の巻 Massatsu shirei! no maki?) 3. Baoh, el cuerpo inmortal (無敵の肉体バオーの巻 Muteki no nikutai Baō no maki?) 4. Martin, el monstruo malvado (凶獣マーチンの巻 Kyōjū Martin no maki?) 5. El señor Rokusuke (六助じいさんの巻 Rokusuke jiisan no maki?) | Personaje de la carátulaBaohNozzo |

| Volumen 2 "Walken, el demonio" "Majin Wōken no maki"(魔人ウォーケンの巻) | ISBN | Publicado                    |
| Volumen 2 "Walken, el demonio" "Majin Wōken no maki"(魔人ウォーケンの巻) | ISBN 978-4-08-851030-9 | 15 de noviembre de 1985      |
| | |                              |
| Contiene los capítulos: 6. Murciélagos de aroma (アロマ・バットの巻 Aroma Batto no maki?) 7. La partida de Baoh (怪物〈バオー〉の出でよの巻 Baō no ideyo no maki?) 8. Teniente Coronel Dord, el Cyborg (サイボーグ・ドルド中座の巻 Cyborg Dord Chūza no maki?) 9. Walken, el demonio (魔人ウォーケンの巻 Majin Walken no maki?) | Contiene los capítulos: 6. Murciélagos de aroma (アロマ・バットの巻 Aroma Batto no maki?) 7. La partida de Baoh (怪物〈バオー〉の出でよの巻 Baō no ideyo no maki?) 8. Teniente Coronel Dord, el Cyborg (サイボーグ・ドルド中座の巻 Cyborg Dord Chūza no maki?) 9. Walken, el demonio (魔人ウォーケンの巻 Majin Walken no maki?) | Personaje de la carátulaBaoh |

### OVA
En 1989 el estudio Pierrot lanzó una OVA de un único episodio basado en el manga. El 2 de abril de 2004 Geneon Entertainment lanzó una versión DVD de la OVA. En Estados Unidos la OVA fue distribuida por AnimEigo, pero se encuentra fuera de circulación.

### Banda sonora
La OVA, como tema de clausura (o ending) la canción "Eien no Soldier" (永遠のSoldier?  Soldado de la eternidad), de Yoshito Machida. La música de fondo fue compuesta por Hiroyuki Namba. La música fue compilada en un CD llamado Baoh Original Soundtrack (「BAOH バオー来訪者」オリジナル・サウンドトラック [Baō Raihōsha] Original Soundtrack?) en 1989, cuenta con 19 temas entre los que se incluye el tema de clausura.
| Lista de temas de Baoh Original Soundtrack | Lista de temas de Baoh Original Soundtrack                  |
| ------------------------------------------ | ----------------------------------------------------------- |
| 1                                          | THE MUTEKI! (El invencible)                                 |
| 2                                          | Ashita o kanjiteru (明日を感じてる?)                        |
| 3                                          | Escape (エスケープ?)                                        |
| 4                                          | BAOH Kakusei (BAOH覚醒? Baoh despierta)                     |
| 5                                          | Ansatsusha (暗殺者? Asesino)                                |
| 6                                          | Shūgeki (襲撃? Ataque)                                      |
| 7                                          | Armed Phenomenon I (武装現象(アームド・フェノメノン)Ⅰ?)     |
| 8                                          | Kiseichū (寄生虫 Parásito?)                                 |
| 9                                          | Satsuriku shūan (殺戮集団 Grupo de masacre?)                |
| 10                                         | Armed Phenomenon II (武装現象(アームド・フェノメノン)Ⅱ?)    |
| 11                                         | Dord (ドルド?)                                              |
| 12                                         | Rescue (レスキュー?)                                        |
| 13                                         | Armed Phenomenon III (武装現象(アームド・フェノメノン)Ⅲ?)   |
| 14                                         | Walken (ウォーケン?)                                        |
| 15                                         | Shitō (死闘 Pelea a muerte?)                                |
| 16                                         | Ikurō (育郎?)                                               |
| 17                                         | Hizō senshi (悲壮戦士 Guerrero trágico?)                    |
| 18                                         | Eien no Soldier (永遠のソルジャー Soldado de la eternidad?) |
| 19                                         | Kokoro ga hanashiteru (心が話してる?)                       |

## Terminología

### Baoh
Baoh (バオー Baō?) es un parásito creado por Doress a partir de experimentos de genética. El portador del parásito obtiene fuerza, agilidad, resistencia y regeneración sobrehumanas cuando su cuerpo se encuentra bajo peligro o presión, con el paso del tiempo estas habilidades aumentan y mejoran, estas nuevas habilidades son llamadas Phenomenon (フェノメノン Fenómenos?):
- Bao's Meltedin Palm Phenomenon (メルテッディン・パルム・フェノメノン Baō Meltedin Palm Phenomenon?): Baoh genera ácido desde sus las palmas de sus manos capaz de derretir lo que sea.
- Armed Phenomenon (武装現象/アームド・フェノメノン?): Baoh secreta una sustancia que cubre su cuerpo como una armadura.
- Reskinharden Saber Phenomenon (リスキニハーデン・セイバー・フェノメノン?): Dos hojas afiladas crecen en los antebrazos de Baoh.
- Shootingbeesus Stinger Phenomenon (シューティングビースス・スティンガー・フェノメノン?): El cabello de Baoh se dispara como agujas contra el enemigo.
- Break Dark Thunder Phenomenon (ブレイク・ダーク・サンダー・フェノメノン?): Baoh genera electricidad en su cuerpo la cual puede usar como arma.

### Doress
Doress (ドレス Doresu?) es una compañía que hace experimentos con armas biológicas, genética y parapsicología.